# Pacte anti-Komintern
Pour Union allemande des comités anticommunistes, Antikomintern, Antiko, voir Union allemande des comités anticommunistes.

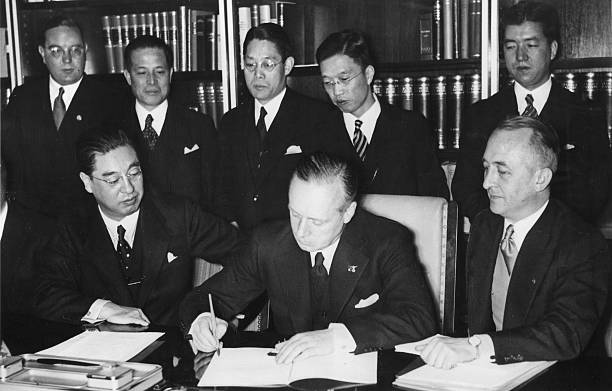
L'ambassadeur du Japon en Allemagne Kintomo Mushanokōji lors de la signature du pacte anti-Komintern, avec le ministre des Affaires étrangères allemand Joachim von Ribbentrop, le 25 11 1936.

Le pacte anti-Komintern est un traité signé le 25 novembre 1936 entre l'Allemagne nazie et l'empire du Japon, lesquels sont ensuite rejoints par d'autres États ayant des gouvernements fascistes, à tendances fascistes ou soutenant l'Axe pour des raisons politiques.

## Historique
Occupant le Mandchoukouo depuis 1931, l'armée impériale japonaise se heurte à l'Armée rouge sur les confins de la Sibérie et de la République populaire mongole. Cette tension permet à l'Allemagne anticommuniste de se rapprocher du Japon. Le 25 novembre 1936, l'Allemagne et le Japon signent le pacte anti-Komintern.
Valable pour cinq ans, cet accord est destiné à lutter contre l'Internationale communiste (IIIe Internationale) et contre la propagande bolchévique dans le monde. Il prévoit une coopération entre les polices allemande et japonaise. Selon un protocole secret, si l'un des deux États est attaqué par l'URSS sans provocation, l'autre observe une neutralité bienveillante. Les deux partenaires se consulteraient immédiatement ; d'autre part, aucun d'eux ne conclurait un accord politique avec l'URSS sans consentement de l'autre.
Le régime d'Hitler insiste pour que le royaume d'Italie adhère à ce pacte. Mussolini signe ce traité un an plus tard, le 6 novembre 1937. Le royaume de Hongrie y adhère à son tour le 25 février 1939 et l'Espagne franquiste le 27 mars 1939.
La Finlande signe le pacte le 25 novembre 1941, lorsque débute la guerre de Continuation. 

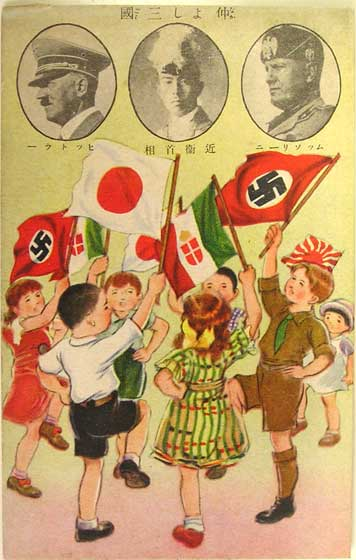
Carte postale « Les trois bons amis », publiée au Japon en 1938. En haut, les portraits d'Hitler, du Premier ministre japonais Konoe et de Mussolini.

Sous la menace de l'instauration d'un gouvernement nazi et d'un démembrement territorial, le gouvernement danois de Thorvald Stauning signe le pacte le 25 novembre. Cette participation forcée est annulée à la libération du Danemark, le 9 mai 1945.